# 蔣山 (斯科特海岸)
蔣山（英語：Mount Chiang），是南極洲的山峰，位於維多利亞地的斯科特海岸，屬於皇家學會嶺的一部分，海拔高度2,900米，在1992年由美國南極名稱諮詢委員命名，現時由南極條約體系管理。